# Most Ikitsuki
Most Ikitsuki (japonsky 生月大橋, Ikitsuki-ōhashi) je třípolový spojitý příhradový silniční most v Japonsku, který spojuje ostrov Hirado v prefektuře Nagasaki s městem Ikitsuki.
Most byl postaven v letech 1983–1991. Je dlouhý celkem 960 metrů a překonává úžinu mezi ostrovy ve výšce 31 metrů. Je široký 6,5 metru a má dva jízdní pruhy. Jelikož je pouze pro motorová vozidla, není na něm chodník pro pěší ani cyklostezka. Oficiální rychlost je zde omezena na 40 km/h.
Most se skládá z 800 m dlouhého ocelového příhradového mostu podepřeného čtyřmi betonovými pilíři o rozpětí polí 200 + 400 + 200 m. Celková délka mostu je 1332 m včetně krátkého trámového mostu před vysokým břehem ostrova Hirado a čtyřramenného rampového mostu spojujícího most s městem Ikitsukicho Minamimem, které je prakticky na úrovni moře. Příhradový most je nejdelším spojitým příhradovým mostem na světě. Most má modrou barvu.
Od roku 2010 se na něm neplatí mýtné.
Při kontrole mostu v roce 2009 byla objevena trhlina na diagonálním prutu poblíž mezilehlého pilíře. Byly provedeny materiálové testy a od roku 2011 dlouhodobé sledování působení větru a vibrací na konstrukci mostu. Na základě zkoušek a monitoringu bylo vyhodnoceno, že hlavní příčinou vzniku únavové trhliny byly vibrace vyvolané větrem.

## Galerie

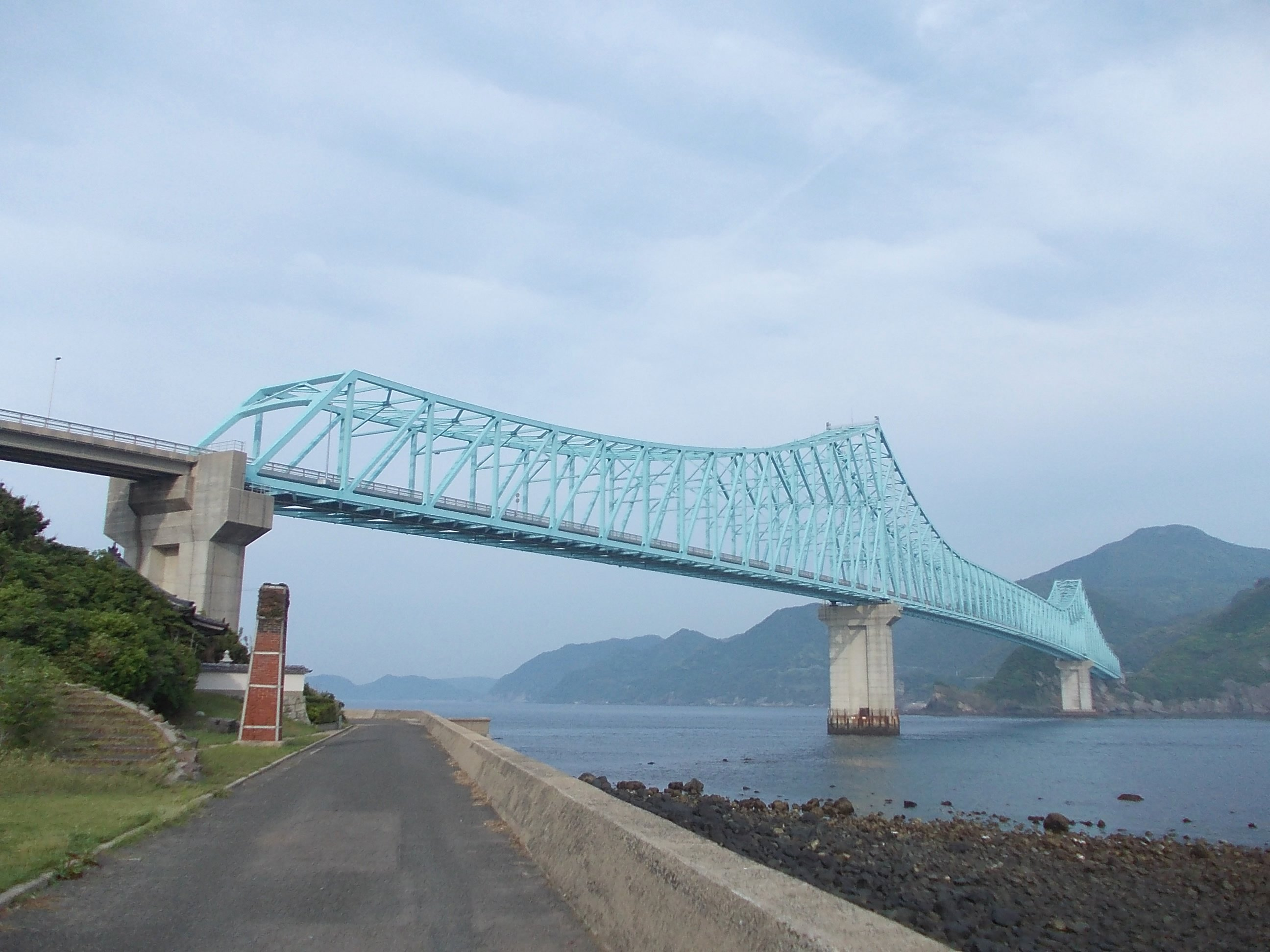
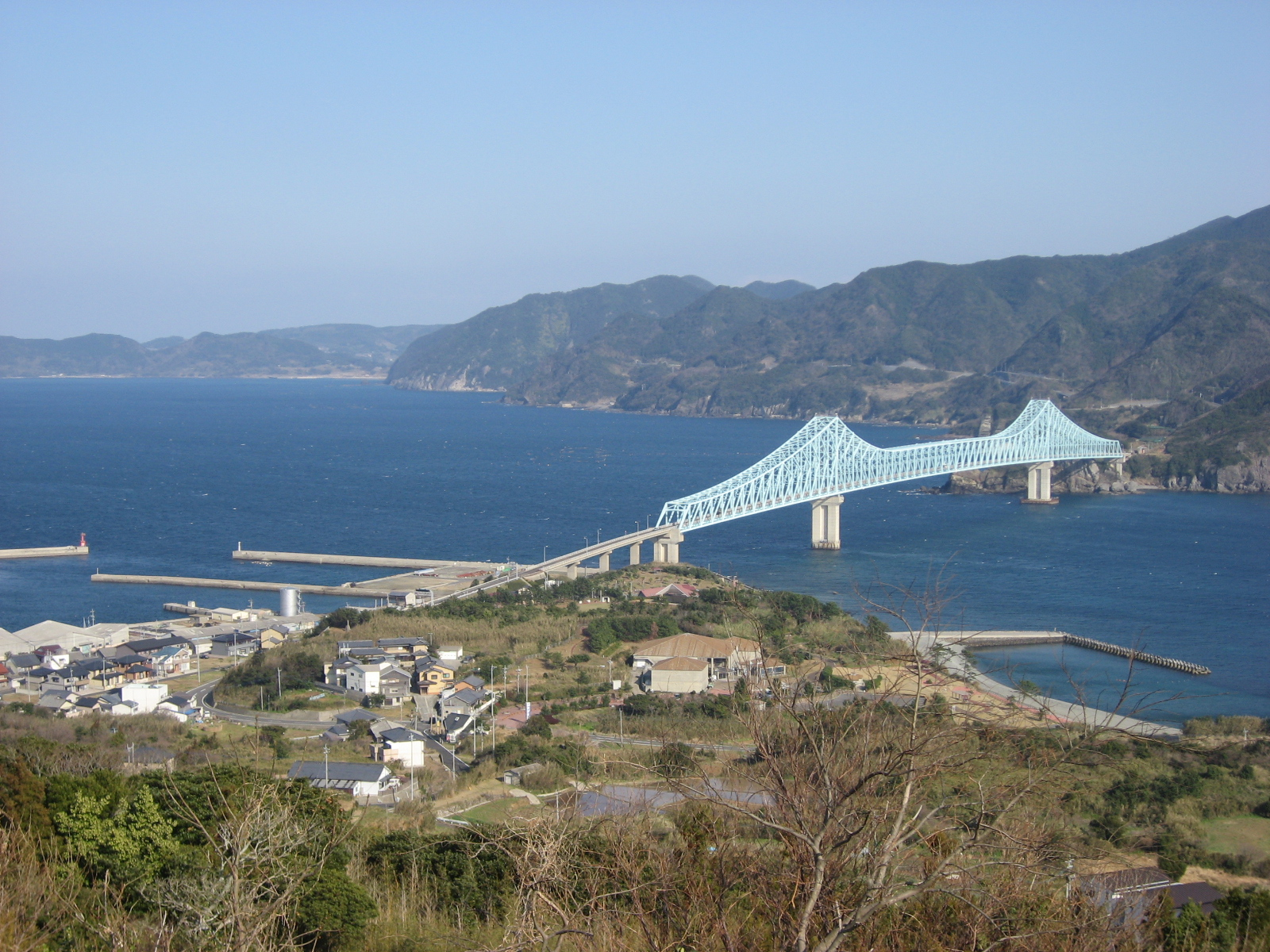
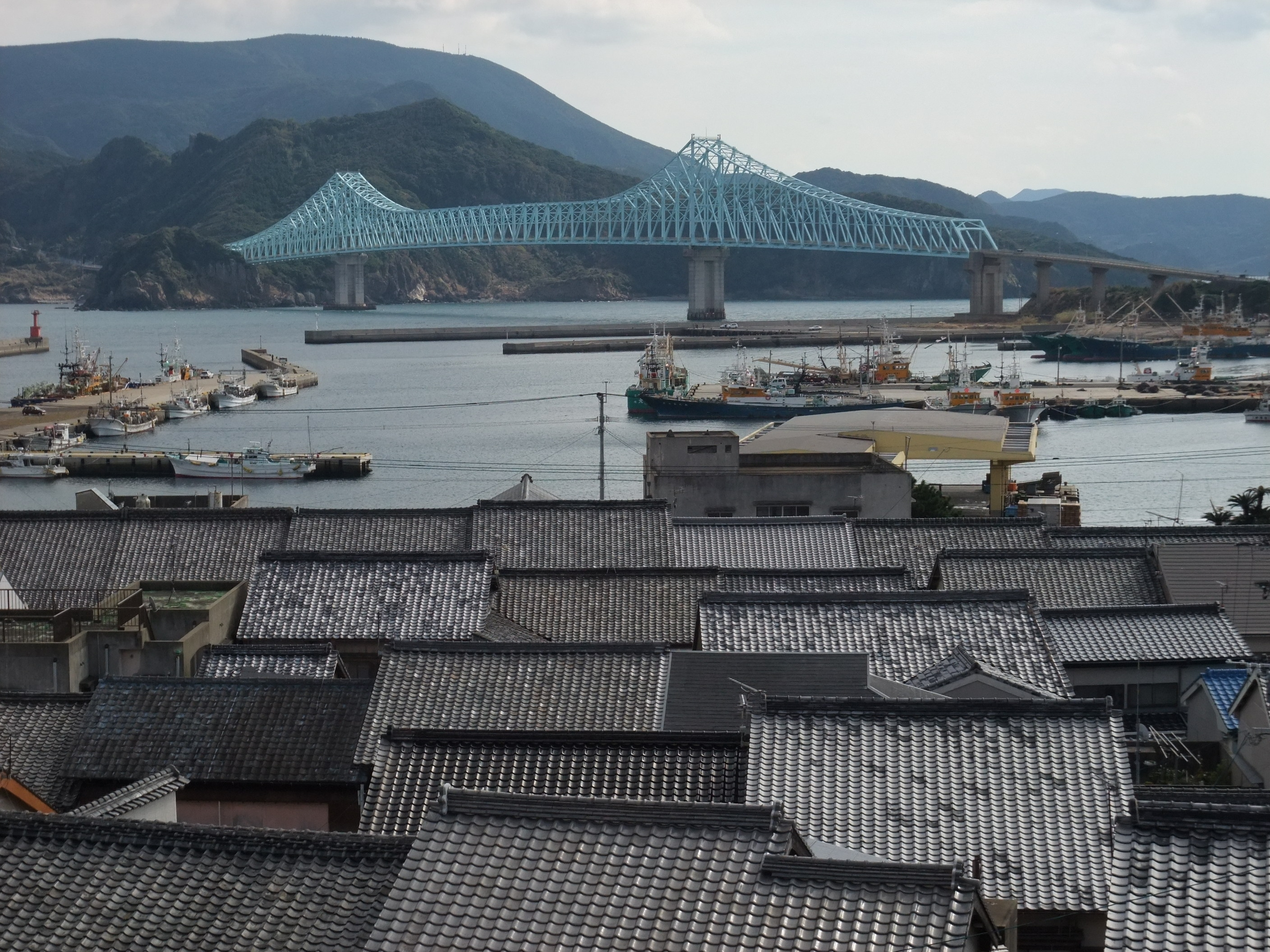
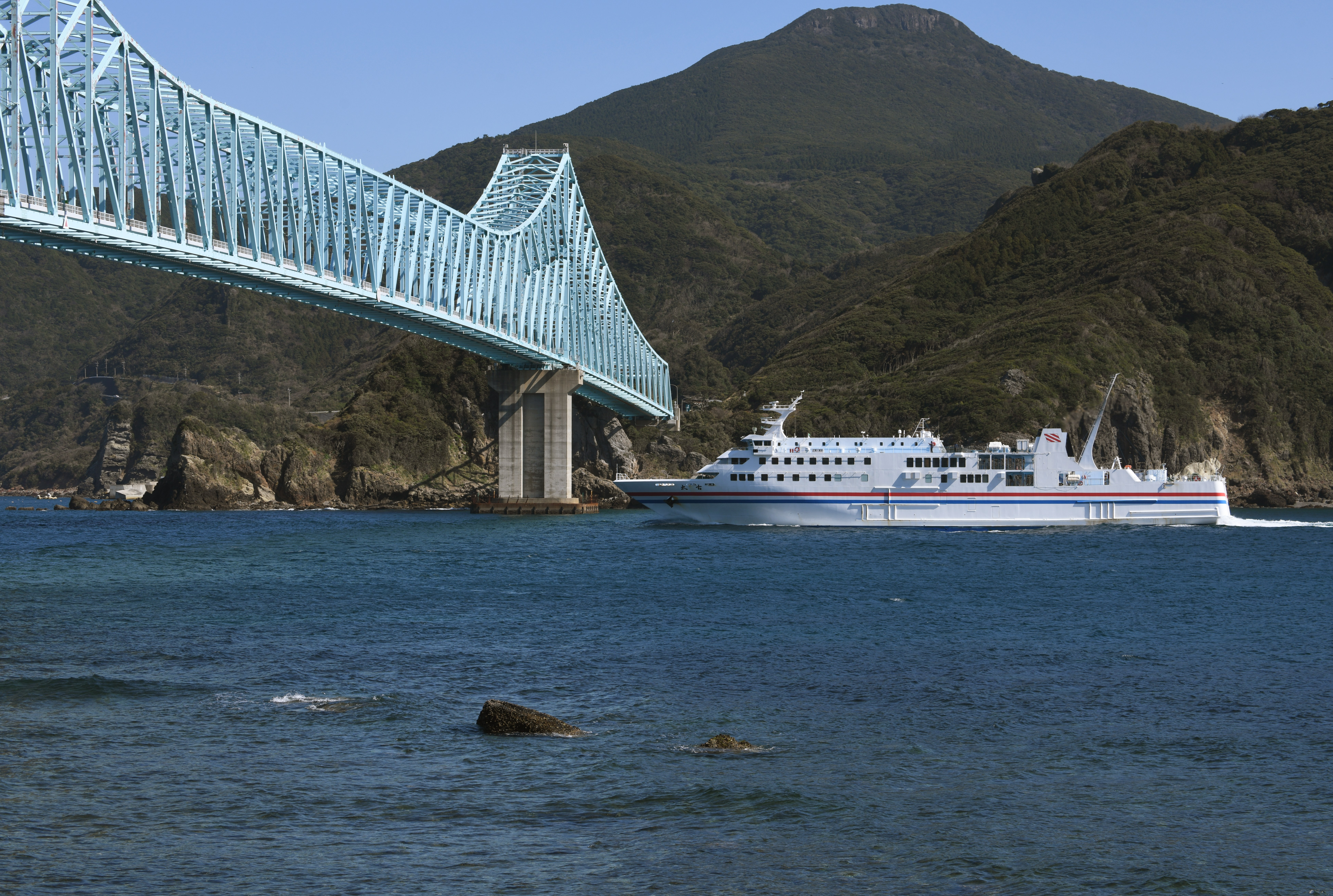